# Marion Ross (Physikerin)

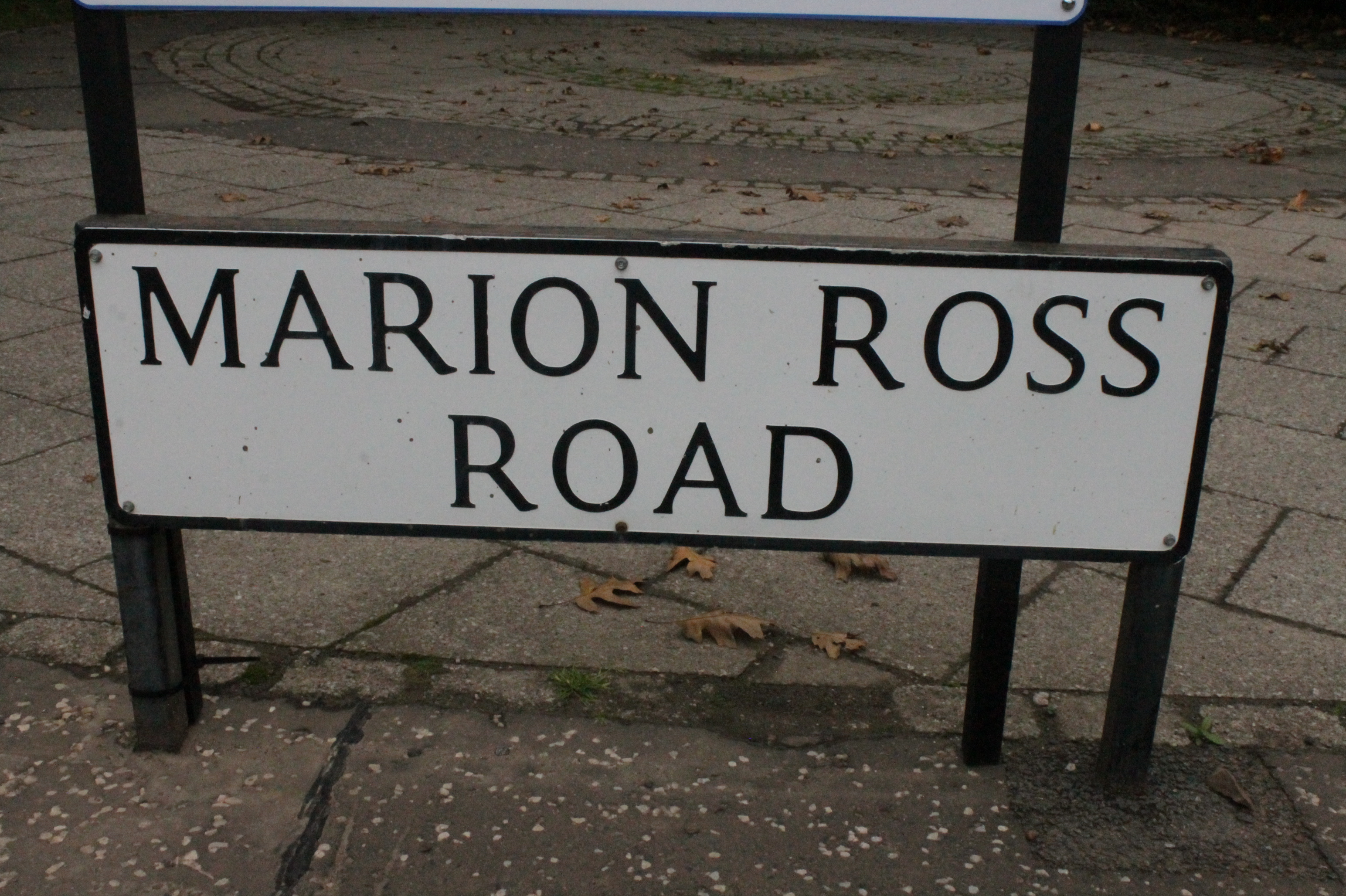
Marion Ross Road, King’s Buildings, Edinburgh

 Marion Ross  (* 9. April 1903 in Edinburgh, Schottland; † 3. Januar 1994 in Dunfermline, Schottland) war eine schottische Physikerin und Hochschullehrerin. Sie forschte in den Bereichen Kernphysik, Röntgenphysik, Hydrodynamik und Akustik.

## Leben und Werk
Ross war die älteste von fünf Töchtern des Organisten und Komponisten William Baird Ross und Marion Thomson. Nach ihrer Ausbildung am Edinburgh Ladies College studierte sie Mathematik und Naturphilosophie an der University of Edinburgh und schloss ihr Studium mit Auszeichnung ab. Nach einem einjährigen Studium am Teacher Training College in Cambridge und unterrichtete sie zwei Jahre Mathematik an einer weiterführenden Schule in Woking, Surrey. 1928 wurde sie Assistant Lecturer am Department of Physics der University of Edinburg. Ein Jahr lang arbeitete sie unter der Leitung des damals jüngsten Nobelpreisträgers William Lawrence Bragg an der University of Manchester und erforschte zusammen mit Arnold Beevers die Struktur des Kristalls Beta Aluminiumoxid. Sie entdeckten an bestimmten Stellen Ionen, die diesen Kristall zu einem effizienten Supraleiter machen. Jahre später wurde entdeckt, dass die mobilen Natriumionen ausgezeichnete schnelle Ionenleiter bilden, die in der Batterietechnologie sehr nützlich sind. Die Standorte dieser Ionen werden heute als Beevers-Ross- und Anti-Beevers-Ross-sites bezeichnet. Während des Zweiten Weltkriegs unterrichtete sie ein Jahr lang Mathematik an der Falkirk Technical School und arbeitete dann vier Jahre bei der Admiralität auf den Naval Dockyards in Rosyth. Sie war Leiterin der Forschungsgruppe Unterwasserakustik und Hydrodynamik. 1943 promovierte sie an der Universität von Edinburgh bei dem Nobelpreisträger Charles Glover Barkla. Nach dem Krieg kehrte sie auf Einladung von Professor Norman Feather als Dozentin an die Universität von Edinburgh zurück und wurde 1965 die erste Direktorin der Abteilung für Fluiddynamik der Universität. Einige ihrer Forschungsarbeiten wurden in der Zeitschrift Nature veröffentlicht. Zwei Jahre nachdem die ersten weiblichen Fellows aufgenommen worden waren, wurde sie 1951 Fellow der Royal Society of Edinburgh. Bei ihrer Pensionierung wurde der Marion A S Ross-Preis gegründet, der jährlich an einen Studenten vergeben wird, der sich kurz vor dem Abschluss des letzten Studienjahres in der klassischen Physik ausgezeichnet hat. 2014 wurde ihr zu Ehren eine Straße auf dem Campus der Kings Buildings der Universität nach ihr benannt.

## Veröffentlichungen (Auswahl)
- C. A. Beevers,  Μ a. S. Ross: The Crystal Structure of Beta Alumina Na2O·11Al2O3, Zeitschrift für Kristallographie – Crystalline Materials, vol. 97, 1937.
- Marion a. S. Ross, Barbara Zajac:  Range-Energy and other Relations for Electrons in Kodak Nuclear Plates, Nature, vol. 162, no 4128, 1948.